# MS Андромеды
MS Андромеды (лат. MS Andromedae) — двойная затменная переменная звезда типа W Большой Медведицы (EW) в созвездии Андромеды на расстоянии (вычисленном из значения параллакса) приблизительно 2640 световых лет (около 810 парсеков) от Солнца. Видимая звёздная величина звезды — от +16,5m до +15,8m. Орбитальный период — около 0,2781 суток (6,6749 часов).

## Характеристики
Первый компонент — оранжевый карлик спектрального класса K3. Масса — около 1 солнечной, радиус — около 0,95 солнечного, светимость — около 0,63 солнечной. Эффективная температура — около 5130 K.
Второй компонент — оранжевый карлик спектрального класса K. Масса — около 0,31 солнечной, радиус — около 0,55 солнечного, светимость — около 0,27 солнечной. Эффективная температура — около 5446 K.